# Martin Jørgensen
Lars Martin Jørgensen (Aarhus, 6 de outubro de 1975) é um ex-futebolista profissional dinamarquês, que atuava como meia e lateral-direito. Atualmente trabalha para o Aarhus.
É o irmão mais velho do também futebolista Mads Jørgensen.

## Carreira
Martin Jørgensen se profissionalizou no Aarhus.

## Seleção
Pela seleção dinamarquesa disputou as Copas de 1998 (foi dele o primeiro gol dinamarquês contra o Brasil nas quartas-de-final) e 2002, e as Euros de 2000 e 2004.

## Títulos

### Clube
AGF
- Danish Cup: 1995–96

### Individual
- Futebolista Dinamarquês Sub-21: 1996